# Tangachromis dhanisi
Tangachromis dhanisi — вид риб родини цихлові. Належить до монотипового роду Tangachromis. Вид є ендеміком озера Танганьїка, поширений біля берегів Бурунді, Конго, Танзанії і Замбії.